# 케이 패너베이커
케이 패너베이커(Kay Panabaker, 1990년 5월 2일 ~ )는 미국의 배우이다.

## 출연 작품
- 페임 (2009)
- 달려라, 타이코 (2005)